# Zjazd elektorów w Rhens
Zjazd elektorów w Rhens – zjazd elektorów w Rhens w 1338 r., na którym podjęto decyzję w sprawie ważności wyboru króla niemieckiego.
Zjazd w Rhens (także Zjazd elektorów w Rhense, niem. Kurverein von Rhens(e)) odbył się 16 lipca 1338 r. Uczestniczyli w nim przedstawiciele sześciu spośród siedmiu elektorów Rzeszy: Baldwin Luksemburski z Trewiru, Henryk z Virneburga z Moguncji, Walram von Jülich z Kolonii, Rudolf II Ślepy i Ruprecht I z Palatynatu, Ludwik V Bawarski z Marchii Brandenburskiej i Rudolf I książę sasko-wittenberski. Nieobecny był król czeski Jan Luksemburski.
Tłem spotkania był konflikt pomiędzy cesarzem Ludwikiem Bawarskim a papieżem Benedyktem XII. Głowa Kościoła odmawiała uznania cesarza, co spowodowało antypapieskie nastroje w Rzeszy i protest elektorów, którzy stali na stanowisku, że decyduje tylko wybór (większością głosów) i nie jest potrzebne papieskie zatwierdzenie. Elektorzy początkowo spotkali się w Oberlahnstein, ale naradę szybko przeniesiono do Rhens, gdzie już w latach 1273, 1308 i 1313/1314 w sadzie orzechowym nad brzegiem Renu odbywały się narady czterech elektorów.
Tam elektorzy zawarli 16 lipca 1338 r. bezterminowe przymierze, które wzmocniło ich pozycję. Ogłoszono, że tylko elektorzy wybierają króla niemieckiego i przyszłego cesarza. W ten sposób uczestnicy spotkania opowiedzieli się przeciw jakiejkolwiek papieskiej ingerencji w swoje uprawnienia i wezwali do obrony praw Rzeszy także w tych jej częściach, które przystąpią do tej deklaracji. Opisane postanowienia przygotowane przez Baldwina z Trewiru były natury ogólnej i nie wspominały o konflikcie cesarza z kurią rzymską. Nie powołano się w ogóle na osobę cesarza, który jednak niedługo później wykorzystał deklarację w mandacie Licet iuris.
Postanowienia zjazdu w Rhens miały duże znaczenie dla organizacji Rzeszy. Wprowadzały one zasadę głosowania większością i powołały kolegium elektorów. Po raz pierwszy elektorzy zebrali się nie w celu wyboru króla, ale w celu omówienia problemów, które wynikły podczas panowania króla. Ponadto elektorzy domagali się, by oni, a nie tylko król, reprezentowali interesy Rzeszy. W konflikcie z papieżem Ludwik słabo wykorzystał deklarację, gdyż była widoczna jego zależność od elektorów.

## Literatura
- Alois Schmid, Rhense, Kurverein von (1338). [w:] Lexikon des Mittelalters. Bd. 7, kolumna 785.
- Edmund E. Stengel, Avignon und Rhens. Forschungen zur Geschichte des Kampfes um das Recht am Reich in der ersten Hälfte des 14. Jahrhunderts. Weimar 1930. (Klassische und materialreiche Studie.)
- Heinz Thomas, Deutsche Geschichte des Spätmittelalters, Stuttgart u.a. 1983.
- Tomasz Paluszyński, Historia Niemiec i państw niemieckich. Zarys dziejów politycznychPoznań 2006 ISBN 83-60241-00-7